# Inola
Inola là một chi nhện trong họ Pisauridae.